# Sokołów (gromada w powiecie sokołowskim)
Sokołów (alt. Sokołów Podlaski) – dawna gromada, czyli najmniejsza jednostka podziału terytorialnego Polskiej Rzeczypospolitej Ludowej w latach 1954–1972.
Gromady, z gromadzkimi radami narodowymi (GRN) jako organami władzy najniższego stopnia na wsi, funkcjonowały od reformy reorganizującej administrację wiejską przeprowadzonej jesienią 1954 do momentu ich zniesienia z dniem 1 stycznia 1973, tym samym wypierając organizację gminną w latach 1954–1972.
Gromadę Sokołów siedzibą GRN w mieście Sokołowie Podlaskim (nie wchodzącym w jej skład) utworzono 31 grudnia 1959 w powiecie sokołowskim w woj. warszawskim z obszarów wsi Karlusin, Łubianki, Malinowiec, Podzielona, Podrogów, Podkupientyn, Przezdziatka, Wesoła i Żanecin oraz kolonii Bartosz, które wyłączono z miasta Sokołów Podlaski, a także z wsi Wyrąb ze znoszonej gromady Nieciecz Włościańska.
31 grudnia 1962 do gromady Sokołów przyłączono wieś Przywózki z gromady Czerwonka w tymże powiecie.
1 stycznia 1969 do gromady Sokołów włączono obszar zniesionej gromady Nowawieś w tymże powiecie.
Gromada przetrwała do końca 1972 roku, czyli do kolejnej reformy gminnej. 1 stycznia 1973 w powiecie sokołowskim utworzono gminę Sokołów Podlaski.